# ベッセル (不動産業)
株式会社ベッセル（英語: Vessel）は、広島県福山市南本庄に本社を置く、ホテル業、印刷業、不動産、ドトールコーヒーショップなどを展開する企業である。

## 概要
1924年（大正13年）10月、広島県芦品郡芦田町で土建業として渋谷昇が創業。創業者の渋谷昇は福山通運の創業者でもあり、ベッセルの元になった「福山地所」と「福山通運」は関連会社であったが、後に解消される。
JR福山駅南側の「福山ニューキャッスルホテル」の経営や不動産賃貸事業部、印刷部門、ドトールコーヒーショップのフランチャイズ運営などを行っており、子会社のベッセルホテル開発では全国チェーンのホテルを展開している。
社名の「ベッセル」の由来は、英語の「器」という意味で、多くの人々のニーズや世の中の声を受け止め、その声を独創性にあふれた商品・サービス・情報というかたちへ表現する大きな器でありたいという考えから名付けられた。

## 沿革
- 1924年（大正13年）10月 - 広島県芦品郡芦田町で土建業として渋谷昇が創業。当時は河川の堤防や橋梁工事を行っていた。
- 1947年（昭和22年）07月 - 福山市に転出し「渋谷組」と改称。
- 1966年（昭和41年）05月 - 「福山地所株式会社」と改称。この頃は福山市に広大な土地を所有し、経営の主観は不動産業となっていた。
- 1974年（昭和49年） - ホテル事業に参入。
- 1997年（平成09年）04月01日 - 現在の社名：『株式会社ベッセル』に社名変更。
- 1998年（平成10年） - チョイスホテルズインターナショナルと西日本地区開発契約を締結し、郊外型のビジネスホテル「スリープイン」を中四国以西で展開[4]。
- 2010年（平成22年）01月31日 - チョイスホテルズインターナショナルとの提携を解消。8軒の「ホテルスリープイン」は全て「ベッセルホテル」と名称変更された[5]。
- 2011年（平成23年）02月02日 - 「入谷アーバンホテル」を購入、リニューアルし東日本地域初めてのベッセルホテルとして、「ベッセルイン上野入谷駅前」がオープン。

## 主要部門
- 株式会社ベッセル
  - 不動産賃貸事業部

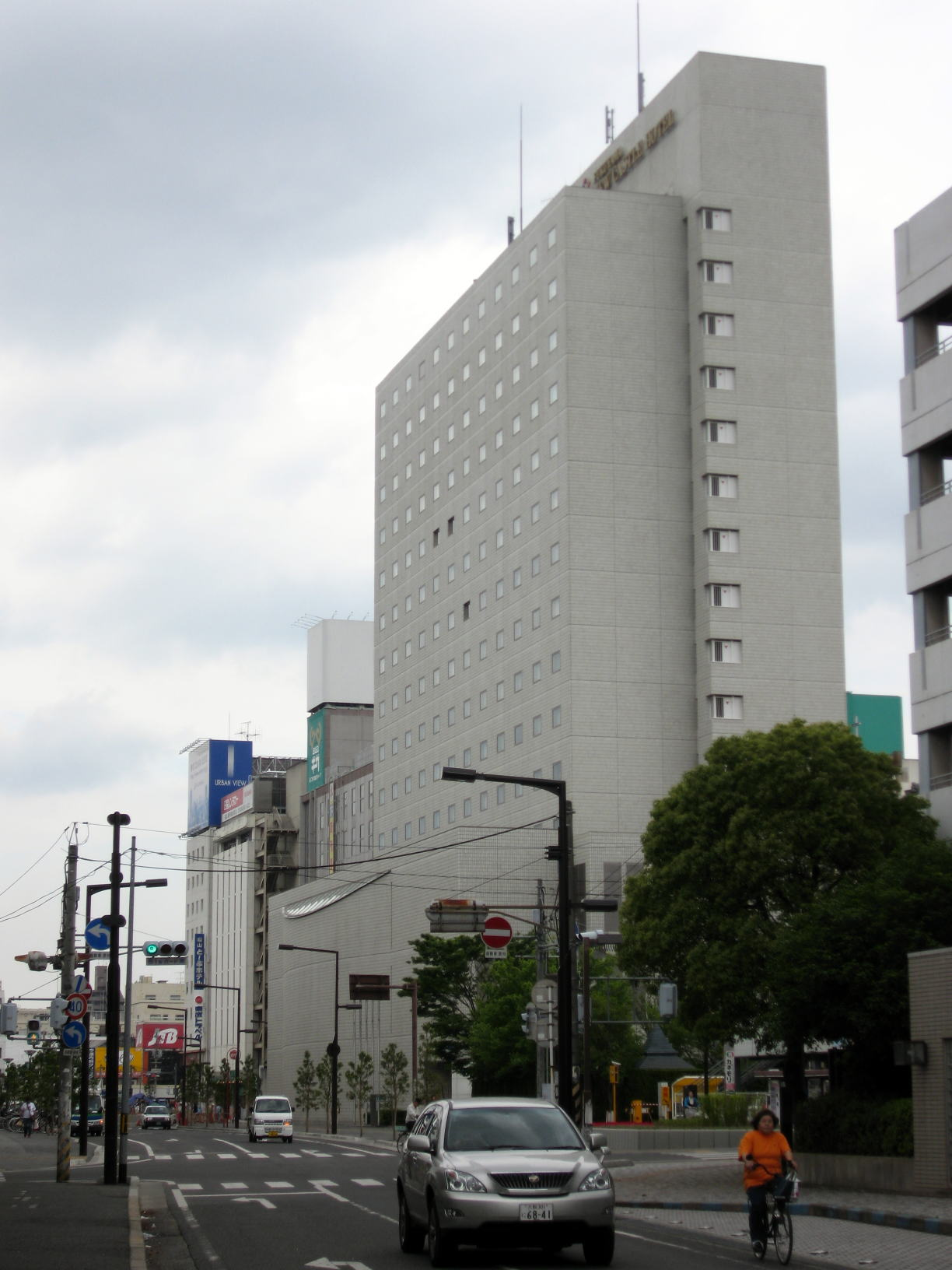
福山ニューキャッスルホテル

  - ベッセル福山ニューキャッスル - 福山市で唯一の大宴会場を備えるシティホテル（客室数218室、宴会場18室）
  - ベッセルプリンティング（印刷部門) - 1976年福山印刷株式会社[6]と合併し、取得した事業
  - ドトール・コーヒーショップ事業部 - ドトールコーヒーと1996年よりフランチャイズ契約を締結し、2015年現在12店舗を運営。

## 運営する施設
- ベッセルホテルチェーン

- ベッセル福山ニューキャッスルホテル
- 株式会社ベッセルテクノサービス　-　ホテルやビルの保守・管理・清掃会社
- 財団法人しぶや美術館　-　渋谷昇の寄贈品などを展示する美術館（旧；澁谷昇の邸宅）